# Pierre Deny
Pierre Deny (ur. 12 lipca 1956) – francuski aktor teatralny, telewizyjny i filmowy, znany w Polsce przede wszystkim z serialu Horoskop śmierci jako Maxime Saint-André.

## Życiorys
W latach 1977–80 studiował na wydziale aktorskim w Institut National Supérieur des Arts du Spectacle (INSAS) przy Uniwersytecie w Belgii. Wystąpił na scenie w repertuarze Alfreda de Musset, Szekspira i Becketta oraz w sztukach: Racine’a Atalia (1980), Moliera Don Juan (1980), Bertolta Brechta Runda głów i szefów szpiców (Têtes rondes et têtes pointues/Die Rundköpfe und die Spitzköpfe, 1981), Johna Steinbecka Myszy i ludzie (Des souris et des hommes, 1981), Racine’a Ifigenia (Iphigénie, 1982), Carlo Goldoniego Uczciwa dziewczyna (Les Femmes de bonne humeur, 1982), Gabriela Garcíi Márqueza Erendira (Eréndira, 1983), Harolda Pintera Bramkarz (Le Gardien, 1983), Jeana Tardieu Sztuka jednego aktu (Sept pièces en un acte, 1984), Panna Mars (Mademoiselle Mars, 1987), Ostatni dom przy jeziorze (L'Ultima violenza, 1988/89), Serge'a Valetti Ojciec (Papa, 1991), Enzo Cormana Berlin, twoim tancerzem jest śmierć (Berlin, ton danseur est la mort, 1992), Catherine Dasté Muzyczna magia (Les musiques magiques, 1995) oraz przedstawieniach Serge’a Kribusa - Wielki powrót Borysa Szpilmana (Le Grand Retour de Boris Spielman, 1997), Murmonde (Le Murmonde, 2000), Les Crimondes (2000), Les fableumondes (2000), Les Soumondes (2000) i Macadam Love (2001).

## Filmografia

### Filmy kinowe
- 2006: Le Ciel sur la tête jako Marc
- 2005: L'Enfant de personne jako Julien Boyer
- 2003: Den Tredje vågen jako Leblanc
- 1993: La Dame de lieudit
- 1990: Afrykanka (L'Africana) jako dziennikarz
- 1986: Lili, petit à petit jako Bernard
- 1984: Histoire du caporal jako Soldat
- 1982: Le Bourgeois gentilhomme

### Seriale TV
- 2010-2012: Szepty przeszłości (La Nouvelle Maud) jako Gégé Neveur
- 2008: Siostry (Cinq soeurs) jako Pierre
- 2004: Horoskop śmierci (Zodiaque) jako Maxime
- 2002: S.O.S. 18 jako Gilles
- 1996: Une Femme d'honneur jako kapitan Philippe Kermen
- 1992: Julie Lescaut jako dowódca Bertrand
- 1991: Nestor Burma jako dziennikarz w motelu
- 1988: Tel père, tel fils jako Olivier